# Pfirsich-Krieg
Als Pfirsich-Krieg wurde ein Konflikt zwischen Wappinger-Indianern vom Stamm der Lenni Lenape und niederländischen Siedlern in der Kolonie Nieuw Nederland in Nordamerika bekannt.
Im Jahr 1655 erschoss ein niederländischer Farmer eine Wappinger-Frau, die er beim Diebstahl von Pfirsichen in seinem Garten erwischt hatte. Ihre Angehörigen gingen nach Fort Amsterdam zum Gouverneur Petrus Stuyvesant und verlangten vergeblich Sühne und Schadensersatz. 200 Wappinger-Krieger zogen daraufhin nach Manhattan, um den Farmer zu töten, wurden jedoch in ein Gefecht mit niederländischem Militär verwickelt. Die Wappinger überquerten den Hudson River, vereinigten sich mit den Hackensack und brannten niederländische Farmen am westlichen Ufer des Flusses bei Pavonia im heutigen Jersey City und auf Staten Island nieder. Am Ende des Krieges hatten 50 niederländische Siedler den Tod gefunden und für 50 weitere gefangene Kolonisten musste Lösegeld gezahlt werden.
Der Autor Russel Shorto sieht allerdings die Eroberung Neuschwedens durch Stuyvesant im selben Jahr als wirkliche Ursache: Die Indianer seien einfach ihren Bündnispflichten gegenüber den Schweden nachgekommen.